# Page 44 Studios
Page 44 Studios foi uma desenvolvedora de jogos eletrônicos com sede em San Francisco, Califórnia. Foi fundada em 1998 pelo gerente geral Steven Apour e pelo diretor de desenvolvimento Denis Fung. Também recebeu o nome de seu escritório original na 44 Page Street, em San Francisco. A Page 44 Studios trabalhou com várias publicadoras, como 2D Boy, Disney Interactive Studios, THQ, Electronic Arts, Sony Computer Entertainment e Activision. Em setembro de 2011, a empresa foi adquirida pela divisão móvel da Zynga. Na Zynga, a Page 44 Studios criou o jogo Party Place para Android/iOS e alguns outros protótipos.

## Jogos
De acordo com o MobyGames, esses são os jogos desenvolvidos pela Page 44 Studios.
| Ano  | Título                                    | Plataforma(s) | Plataforma(s) | Plataforma(s) | Plataforma(s) | Plataforma(s) | Plataforma(s) | Plataforma(s) | Plataforma(s) | Plataforma(s) | Plataforma(s) | Plataforma(s) |
| Ano  | Título                                    | PS1           | PS2           | WIN           | PSP           | Xbox          | Wii           | iOS           | PS3           | X360          | DS            | DROI          |
| ---- | ----------------------------------------- | ------------- | ------------- | ------------- | ------------- | ------------- | ------------- | ------------- | ------------- | ------------- | ------------- | ------------- |
| 2001 | NHL 2001                                  | Sim           | Sim           | Sim           | Não           | Não           | Não           | Não           | Não           | Não           | Não           | Não           |
| 2001 | Supercross 2001                           | Sim           | Não           | Não           | Não           | Não           | Não           | Não           | Não           | Não           | Não           | Não           |
| 2001 | Freekstyle                                | Não           | Sim           | Não           | Não           | Não           | Não           | Não           | Não           | Não           | Não           | Não           |
| 2004 | Gretzky NHL 2005                          | Não           | Sim           | Não           | Sim           | Não           | Não           | Não           | Não           | Não           | Não           | Não           |
| 2005 | Gretzky NHL 2006                          | Não           | Sim           | Não           | Sim           | Não           | Não           | Não           | Não           | Não           | Não           | Não           |
| 2006 | The Godfather: The Game                   | Não           | Sim           | Não           | Sim           | Sim           | Não           | Não           | Não           | Não           | Não           | Não           |
| 2006 | Tony Hawk's Project 8                     | Não           | Não           | Não           | Sim           | Não           | Não           | Não           | Não           | Não           | Não           | Não           |
| 2007 | Tony Hawk's Proving Ground                | Não           | Sim           | Não           | Não           | Não           | Sim           | Não           | Não           | Não           | Não           | Não           |
| 2008 | World of Goo                              | Não           | Não           | Não           | Não           | Não           | Não           | Sim           | Não           | Não           | Não           | Não           |
| 2008 | High School Musical 3: Senior Year DANCE! | Não           | Sim           | Sim           | Não           | Não           | Sim           | Não           | Não           | Sim           | Não           | Não           |
| 2009 | Hannah Montana: Rock Out the Show         | Não           | Não           | Não           | Sim           | Não           | Não           | Não           | Não           | Não           | Não           | Não           |
| 2009 | Madden NFL 10                             | Não           | Não           | Não           | Não           | Não           | Não           | Sim           | Não           | Não           | Não           | Não           |
| 2010 | Disney Channel All Star Party             | Não           | Não           | Não           | Não           | Não           | Sim           | Não           | Não           | Não           | Não           | Não           |
| 2010 | uDraw Pictionary                          | Não           | Não           | Não           | Não           | Não           | Sim           | Não           | Sim           | Sim           | Não           | Não           |
| 2010 | Madden NFL 11                             | Não           | Não           | Não           | Não           | Não           | Não           | Sim           | Não           | Não           | Não           | Não           |
| 2011 | Madden NFL 12                             | Não           | Não           | Não           | Não           | Não           | Não           | Sim           | Não           | Não           | Não           | Não           |
| 2011 | Disney Princess: Enchanting Storybooks    | Não           | Não           | Não           | Não           | Não           | Sim           | Não           | Não           | Não           | Sim           | Não           |
| 2011 | Party Place                               | Não           | Não           | Não           | Não           | Não           | Não           | Sim           | Não           | Não           | Não           | Sim           |

## Ligações Externas
- Perfil da Page 44 Studios No MobyGames